# Affaire Courtois
L'affaire Courtois est une affaire criminelle qui défraye la chronique en Belgique en 1897. Le 26 avril 1896, la veuve du baron Albert Herry, âgée de près de 80 ans, est retrouvée morte, assassinée dans ses appartements du 56, rue de l'Arbre-Bénit à Ixelles. L'enquête permet d'identifier l'auteur de ce meurtre odieux en la personne d'Alexandre Courtois, ex-commissaire du quartier des Marolles et son complice, Louis Restiaux dit chevalier Mic-Mac. L'affaire fait grand bruit à l'époque dans la presse nationale. Une foule immense assiste au procès qui se déroule du 10 au 27 avril 1897 devant la cour d'assises du Brabant. Alexandre Courtois et Louis Restiaux sont condamnés à mort.

## Déroulement
La veuve Herry, une riche rentière, habitait avec son fils, Léon Herry, au 56 de la rue de l'Arbre-Bénit à Ixelles, une demeure cossue, comportant deux étages. Vivaient également là au moment du drame, une servante, Léontine Quintin qui vivait dans les combles mansardées et un valet, Théophile Van Hassel qui logeait au bout du jardin dans une remise. Léon Herry était, lui aussi, rentier, très affairé par ses chevaux et par sa maîtresse, il ne rentrait jamais avant minuit et ne restait jamais fort longtemps à la maison. Il avait une sœur avec laquelle il était en mauvais terme. Elle avait quitté la maison deux années auparavant, elle était alors âgée de 36 ans. On la dit volontiers folle, souffrant de monomanie de persécution.
Le 26 avril 1896, Léontine Quintin, la servante s'étonne de ne pas voir sa patronne, elle qui d'ordinaire est la première levée de la maisonnée. Elle monte à sa chambre et la trouve sans vie. Elle appelle à l'aide, Léon et Théophile accourent. Ils pensent tout d'abord à une mort inopinée mais découvrent ensuite sur le sol un petit porte-monnaie qu'elle gardait toujours sous son oreiller et qui contenait deux-trois Louis d'or. Fait étrange, le porte-monnaie a été découpé au point que la lame le lacérant s'est brisée et gît là sur le sol. Les voleurs n'ont même pas daigné emporter les pièces de monnaie. On découvre alors que l'armoire en chêne dissimulant le coffre-fort a été forcée et que le coffre-fort, pourtant scellé dans le mur, a disparu. Il contenait des titres, des objets de valeurs et la rondelette somme de 35 000 francs belges,.
Le légiste examine le corps de la veuve Herry et conclut à une mort violente. C'est un coup à la tempe qui fut fatal mais le malfrat étrangla néanmoins sa victime probablement pour s'assurer qu'elle était bien morte.

## L'instruction
Le procureur du Roi Benoidt et le juge d'instruction Wellens ont en charge le dossier. Ils entendent les témoins, les proches tout d'abord. Ils sont rapidement disculpés. Ils s'intéressent ensuite aux domestiques. Théophile Van Hassel qui n'a pas encore 18 ans est un tel benêt que les soupçons formels s'éteignent d'eux-mêmes. On s'attarde un peu plus sur Léontine Quintin qui porte de belles tenues et fréquente des messieurs le dimanche mais rien de probant ne ressort de l'enquête.

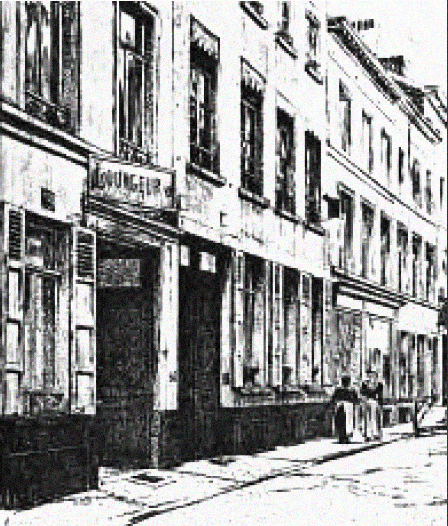
Au centre, le 56 de la rue de l'Arbre-Bénit à Ixelles.
La maison a été détruite en 1950.

Pourtant, le juge d'instruction en a la conviction, le meurtre est le fait d'un familier qui savait que la victime cachait jusqu'il y a un an encore la clef de l'armoire en chêne dans le porte-monnaie se trouvant sous son oreiller. Il connaissait où se trouvait le coffre-fort et les usages de la maison.
Début mai 1896, la police fait paraître la liste des objets et des titres dérobés. Un agent de change, dénommé Raes, se manifeste alors et dit avoir été contacté par un certain Lefebvre, commandant d'artillerie qui est venu négocier chez lui une avance sur des titres qu'il lui a remis. Il en souhaitait 5 000 francs mais ne disposant que de 4 300 francs en liquide, il accepte néanmoins l'argent en disant que son ordonnance passerait prendre le solde le lendemain puis disparaît. L'agent de change peut donner une description très précise du protagoniste de cette très curieuse transaction. On recherche en vain un Lefebvre chez les artilleurs de Bruxelles dont on ne retrouve évidemment aucune trace. Un agent de police du nom de Vanderwee songe immédiatement à la lecture de la description de l'individu recherché à Alexandre Courtois, son ancien commissaire divisionnaire, la chose est peu banale. On montre alors à l'agent de change Raes une photographie d'Alexandre Courtois, il le reconnait aussitôt, aucun doute n'est permis.
Courtois est arrêté le 4 mai 1896. Une confrontation est organisée avec Raes. Alexandre Courtois nie toute participation dans le meurtre. Une perquisition est menée à son domicile, on y retrouve une boucle d'oreille de la victime et un carton comportant une mention : Herry, 56, GR, devant. On avait également retrouvé dans un terrain vague de Leeuw Saint Pierre le coffre-fort éventré, vidé de son contenu.
Le 6 mai 1896, l'affaire sort au grand jour et fait les gros titres de la presse. Les langues se délient, notamment celle de Pitje Snot, de son vrai nom Pierre Danze, personnage haut en couleur, connu de tous qui charge Courtois avec véhémence, il a un tel contentieux avec lui. Il dira en brusseleir lors du procès :

« [...] Pour un commissaire de police, ça était un drol' [...] il m'a demandé comme ça si je voulais faire un coup chez les Routiaux, que c'était des canaris et qu'on aurait qu'à les prendre par leur nez, que je serais un imbécile quand je ne l'écouteras pas et que moi je ne voudrait pas et qu'il pourrait le proposer à un ôt' [...] Il m'a un jour donné un coup de poing sur ma gueule que j'ai été trois jours que j'ai pas su manger, et il m'a encore fait venir au commissariat pour ça [...] Alors, le juge Mechelynck m'a fait venir au palais de justice parce que j'avais dit partout que Courtois était le voleur du Comte de Flandre, car c'est lui le voleur du Comte de Flandre, ça je suis sûr... »

— extrait des minutes du procès.
Et de fait, l'enquête mettra en lumière l'implication de Courtois dans l'Affaire Gallet, reviendra sur l'affaire des épiciers Routiaux et sur le vol des bijoux de la comtesse de Flandre, l'épouse de Philippe de Belgique (1837-1905) survenu en février 1893 et toujours à l'instruction.
Des complices sont arrêtés, il s'agit de Jean Devos dit Jan de boer, un marchand de chevaux, bien connu des services ; de Louis Restiaux dit Chevalier Mic-Mac, autre figure légendaire du quartier des Marolles, condamné pour viol en 1882, pour coups et blessures en 1886 et 1887 et qui avait ouvert, en 1893, juste après le vol des bijoux de la comtesse de Flandre, un magasin d'appareils d'éclairage. Lors d'une perquisition à son domicile, on y retrouve un ciseau droit ayant servi à fracturer l'armoire de chêne et un canif dont une des lames a été fraîchement remplacée.
Après dix mois d’enquête, l'instruction est bouclée et le procès peut avoir lieu.

## Le Procès
Le procès se déroule devant les Assises de Brabant du 10 au 27 mars 1897. Une foule nombreuse s'est massée dans le tribunal. Un journaliste de l'époque estime à 2000 le nombre de personnes présentes dans la salle d'audience. Lors de son ouverture, une porte a même été arrachée de ses gonds. Le tribunal est présidé par Lucien Jamar et le ministère public est représenté par Emile Janssens. Fernand Cocq et maître Ninauve défendent le prévenu Alexandre Courtois. Paul Spaak, alors âgé de vingt ans, défend Louis Restiaux et Paul-Émile Janson et Arthur Hirsch assure la défense de Jean Devos.
Deux cents témoins sont entendus. Les avocats de Courtois plaideront durant neuf heures sans discontinuer.
Le 27 mars 1897, les plaidoiries sont terminées et le jury se retire pour répondre au 18 questions qui leur sont posées. Après 3 heures 20 de délibération, la sonnerie retentit. Alexandre Courtois et Louis Restiaux sont reconnus coupables de meurtre avec préméditation et sont condamnés à mort. Jean Devos est acquitté et aussitôt remis en liberté. La peine n'étant plus appliquée en Belgique depuis 1863, elle est commuée en détention perpétuelle. Lorsqu'ils entendent la sentence, Courtois déclare :"J'ai le ferme espoir qu'un jour viendra où mon innocence sera reconnue". Louis Restiaux clame : "Sur mon honneur et sur ma conscience, je jure que je suis innocent", Jean Devos préféra garder le silence.
Alexandre Courtois meurt à la prison de Louvain en janvier 1904.

## Documentaires télévisés
- « L'affaire Courtois » le 30 mai 1961 dans En votre âme et conscience sur RTF Télévision, voir un extrait sur le site de l'INA.
- Jean Le Paillot, "L'affaire Courtois", RTBF, 1959.